# Chionomys gud
Chionomys gud és una espècie de mamífer rosegador de la família dels cricètids. Viu a l'Azerbaidjan, Geòrgia, Rússia i Turquia. Es tracta d'un animal crepuscular que durant l'estiu i la tardor també surt de dia. S'alimenta de les parts verdes de les herbes i els matolls petits, baies i molsa. El seu hàbitat natural són les zones rocoses obertes. És una espècie en risc mínim, és a dir, no sembla que hi hagi cap amenaça significativa per a la seva supervivència.